# 醋意亂流
《醋意亂流》是MADOSOFT在2014年9月26日發售的戀愛冒險類型成人遊戲，2022年1月22日發售簡體中文版。

## 故事
霧島拓海在英國留學期間，在得知妹妹沙那病重消息便迅速回國。到家後雖然發現妹妹沒事便轉學到清新學園，並與伊吹戀羽與雪倉睦月重逢。後來隨者塔妮婭到來，拓海被捲入4位少女的爭奪戰。

## 角色
霧島拓海
本作的男主角。原本在愛丁堡留學，返國後轉學到清新學園2年C班。
霧島沙那（聲優：桃山いおん）
拓海的妹妹，清新學園學生。由於是重度兄控而會為此做出一些誇張舉動。
塔妮婭·赫爾韋林（聲優：藤咲ウサ）
拓海在留學時居住寄宿家庭認識的少女，在拓海返國後也跟隨轉學到清新學園並住在拓海的家。
伊吹戀羽（聲優：くすはらゆい）
拓海的青梅竹馬和同班同學。過去在升中學的時候因家庭原因而搬離，在拓海返國後而重逢。
雪倉睦月（聲優：一色光）
主人公的學姊。出身於藝術家家庭，擁有出眾的繪畫才能而在學校出名。

## 主題曲
片頭曲
作詞：大島はるな，作曲：まつむー，編曲：斎藤悠弥，主唱：大島はるな
片尾曲
作詞：大島はるな，作曲：斎藤悠弥，編曲：斎藤悠弥，主唱：大島はるな

## 評價
《醋意亂流》在日本美少女游戏与动画相关商品销售网站Getchu.com的2014年9月销量榜上排名第1名；10月排名第25名；全年排名第11名。遊戲獲得萌系遊戲大賞2014的宣發賞金賞。

## 外部連結
- 官方網站 （页面存档备份，存于）（日語）
- 《醋意亂流》在視覺小說數據庫的頁面 （英文）